# 앙브루아즈 파레

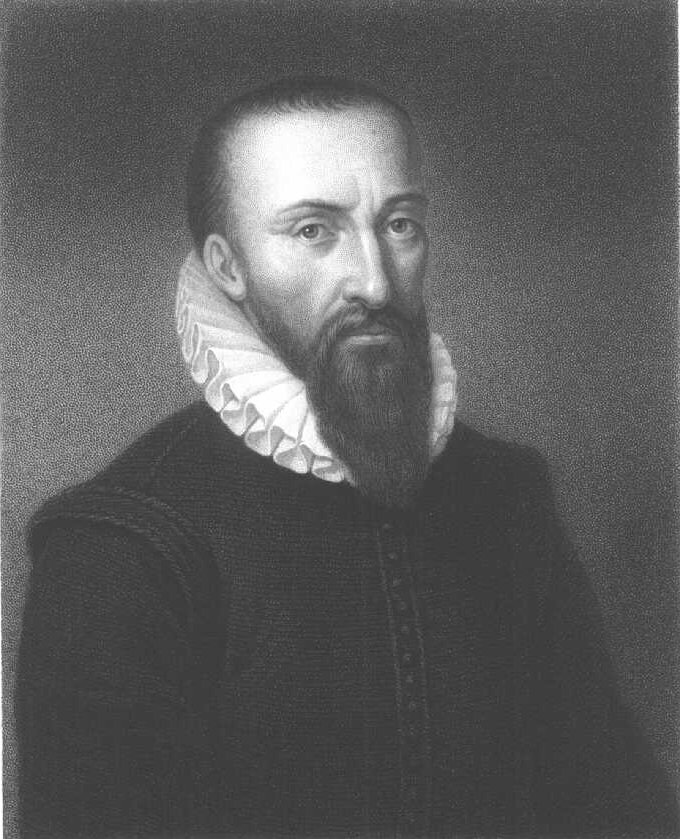
앙브루아즈 파레

앙브루아즈 파레(Ambroise Paré, 1510년경 ~ 1590년 12월 20일)는 프랑스의 외과의사이다. 라발에서 태어난 그는 이발소의 견습공으로 있다가 마침내 오텔 듀 (Hotel Dieu) 병원에서 3년간 열심히 외과를 수업하였다. 곧 군의로 종군하였는데 1537년 북이탈리아에서 전상자를 치료할 때 종전의 잘못된 열유소작법 (熱油燒灼法) 을 중지하고 달걀의 노른자위·장미유·테레빈유를 혼합한 것을 상처에 바르기 시작하였다. 이는 그가 전장에서 우연히 발견한 방법이며, 이에 힌트를 얻은 독창적인 많은 요법을 고안하였다.
첫째, 종상처치를 개혁하였고 《총상요법서》를 저술하였다. 이어 혈관결찰법을 발명하였고, 이로써 4지절단술 (四肢切斷術) 이 용이하게 되었다. 이렇게 하여 외과 의학은 학문적으로 체계가 서게 되었고 치료 면에서도 대개혁이 이루어졌으므로 그를 근대외과학의 확립자라고 한다. 또 파레는 박애심이 많았고 겸허하여 병의 치료를 자연의 힘에 돌렸다. "나는 상처난 데를 잘 감아줄 뿐, 신이 고쳐준다"고 한 말은 그의 천고의 명언이다.

## 같이 보기
- 카고